# Waiwaigovia shultzi
Genre
Espèce
Waiwaigovia shultzi, unique représentant du genre Waiwaigovia, est une espèce d'opilions cyphophthalmes de la famille des Neogoveidae.

## Distribution
Cette espèce est endémique du Guyana. Elle se rencontre au Haut-Takutu-Haut-Essequibo dans les monts Acarai.

## Description
Le mâle holotype mesure 1,58 mm et la femelle paratype 1,60 mm.

## Étymologie
Ce genre est nommé en l'honneur des Wai-Wai.
Cette espèce est nommée en l'honneur de Ted R. Schultz.

## Publication originale
- Benavides, Hormiga & Giribet, 2019 : « Phylogeny, evolution and systematic revision of the mite harvestman family Neogoveidae (Opiliones Cyphophthalmi). » Invertebrate Systematics, vol. 33, no 1, p. 101-180.